# Saint-Pantaly-d'Excideuil
Saint-Pantaly-d'Excideuil is een gemeente in het Franse departement Dordogne (regio Nouvelle-Aquitaine) en telt 158 inwoners (2004). De plaats maakte deel uit van het arrondissement Périgueux. Na de aanpassing van de arrondissementsgrenzen vanaf 2017 door het arrest van 30 december 2016 behoort zij tot het arrondissement Nontron.

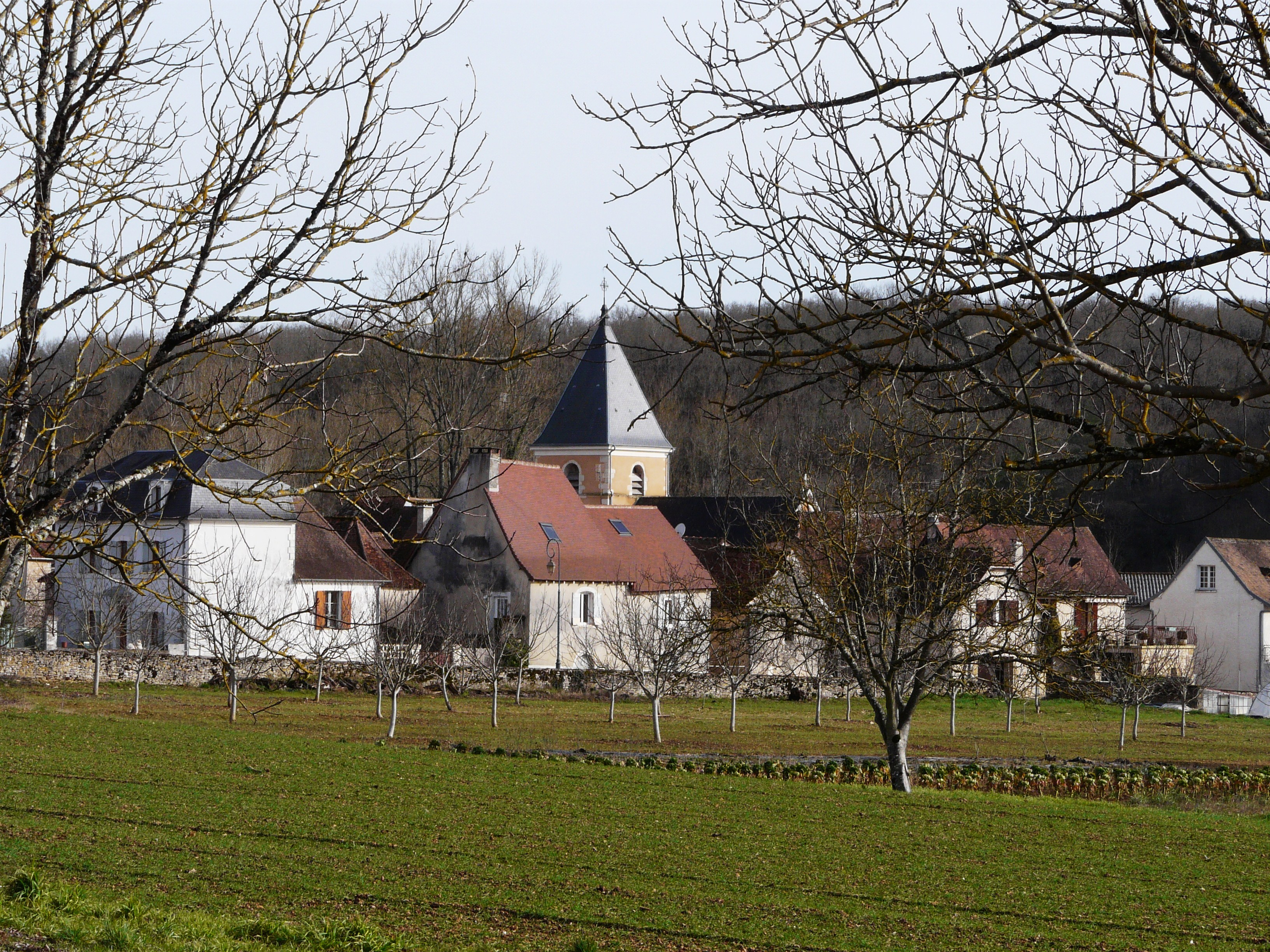
Saint-Pantaly-d'Excideuil
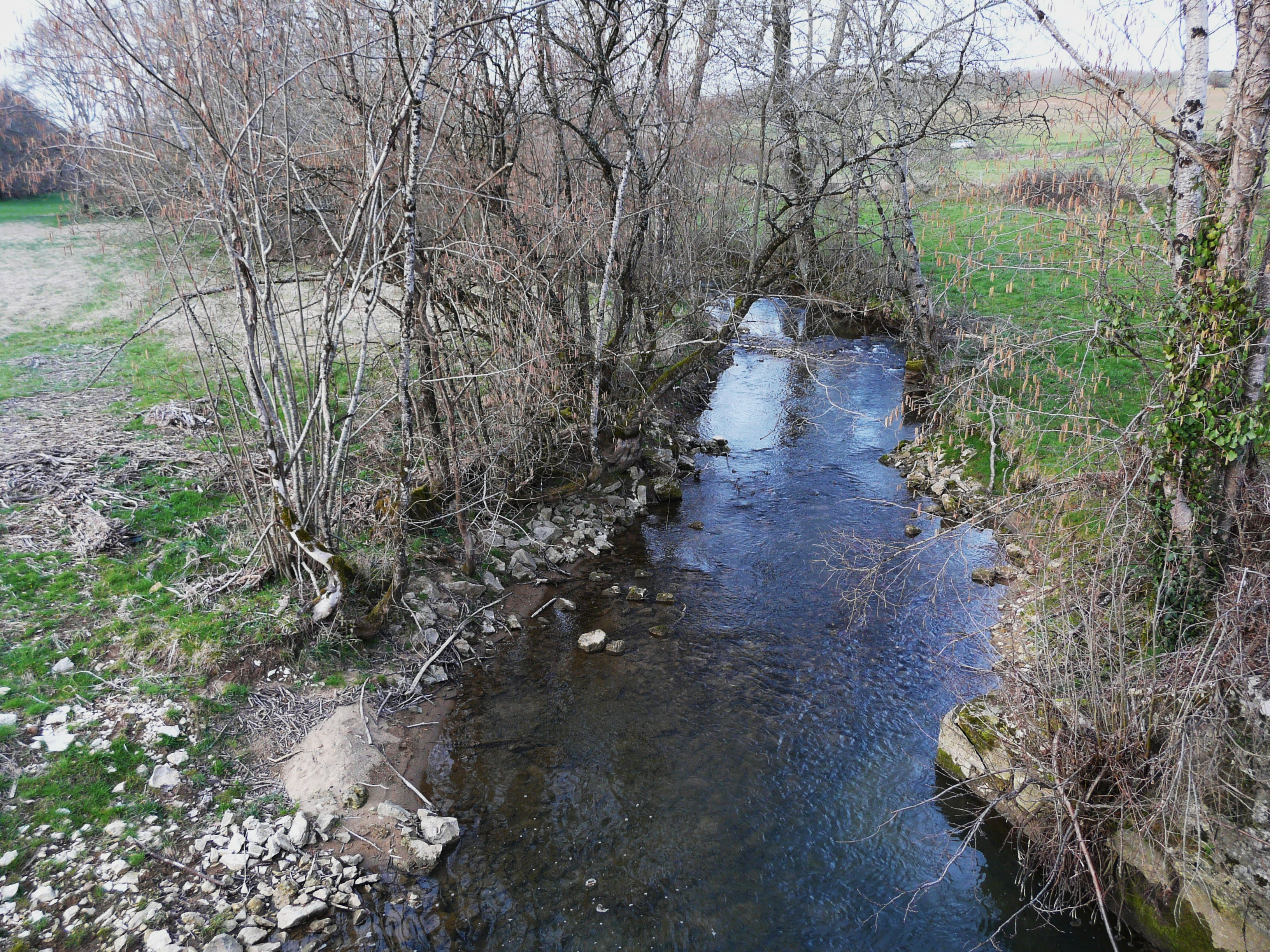
De Ravillou
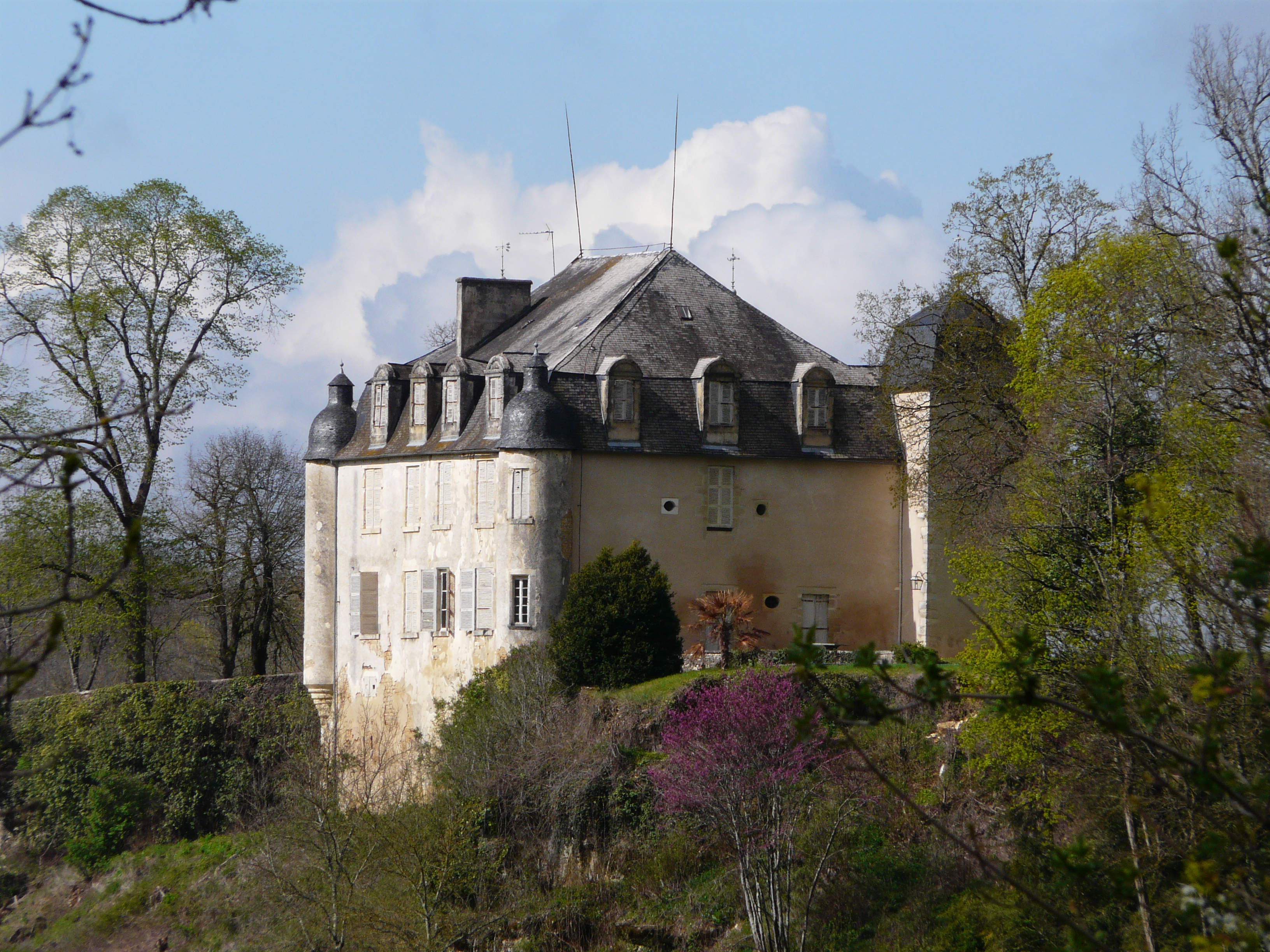
Burcht in Saint-Pantaly-d'Excideuil

## Geografie
De oppervlakte van Saint-Pantaly-d'Excideuil bedraagt 8,4 km², de bevolkingsdichtheid is 18,8 inwoners per km².
De onderstaande kaart toont de ligging van Saint-Pantaly-d'Excideuil met de belangrijkste infrastructuur en aangrenzende gemeenten.

## Demografie
Onderstaande figuur toont het verloop van het inwonertal (bron: INSEE-tellingen).